# ABI3BP
ABI3BP‏ (ABI family member 3 binding protein) هوَ بروتين يُشَفر بواسطة جين ABI3BP في الإنسان.